# Stapeliopsis stayneri
Stapeliopsis stayneri är en oleanderväxtart som först beskrevs av Martin Bruce Bayer, och fick sitt nu gällande namn av Peter Vincent Bruyns. Stapeliopsis stayneri ingår i släktet Stapeliopsis och familjen oleanderväxter. Inga underarter finns listade i Catalogue of Life.